# .gf
.gf е интернет домейн от първо ниво за Френска Гвиана. Администрира се от ISP Net Plus, но сайта не дава информация за това как да се регистрират домейните, които са малко използвани. Домейна е представен през 1996 г.